# Elisabetta Farnese
Elisabetta Farnese hay Elisabetta xứ Parma (tiếng Ý: Elisabetta Farnese; tiếng Tây Ban Nha: Isabel Farnesio; 25 tháng 10 năm 1692 - 11 tháng 7 năm 1766) là vợ thứ 2 của Vua Felipe V, và trở thành Vương hậu của Tây Ban Nha sau khi kết hôn với vị vua này. Bà được giới sử gia nhận xét là một người phụ nữ đầy tham vọng chính trị, đã có ảnh hưởng lớn đến chính sách đối ngoại của Đế chế Tây Ban Nha và là người cai trị trên thực tế của Đế chế Tây Ban Nha trong giai đoạn từ năm 1714 cho đến 1746. Từ năm 1759 đến năm 1760, bà điều hành chính sự Tây Ban Nha với tư cách là nhiếp chính.
Trước khi kết hôn với Elisabetta Farnese, vua Felipe V đã có với người vợ trước 4 con trai, vì thế các con trai của bà với vị vua này dường như không thể có cơ hội thừa kế ngai vàng của Tây Ban Nha. Hiểu được điều này, nên từ sớm bà đã rất năng nổ trong việc tìm kiếm cơ hội cho các con trai của mình thừa kế ngai vàng Đại công quốc Toscana của Nhà Medici và Công quốc Parma của Nhà Farnese, những vùng đất có mối quan hệ huyết thống với bà thông qua các cuộc hôn nhân trước đó của tổ tiên Nhà Farnese. Ngoài ra, bà còn tìm cách dàn xếp để cho các con của mình có những cuộc hôn nhân với những nhà thừa kế hoàng tộc trên khắp châu Âu, trong đó có Nhà Bourbon của Pháp, Nhà Habsburg của Áo, Nhà Savoia của Ý, Nhà Braganca của Bồ Đào Nha.
Những toan tính của Elisabetta Farnese đã thành công ngoài mong đợi, người con trai đầu của bà là Vương tử Don Carlos đã thừa kế thành công Công quốc Parma và sau được đưa lên ngai vàng của 2 Vương quốc Sicilia và Napoli, và đến năm 1759, sau cái chết của người anh cùng cha khác mẹ Fernando VI của Tây Ban Nha mà không để lại người thừa kế, Don Carlos đã được thừa kế ngai vàng của Đế quốc Tây Ban Nha với đế hiệu là Carlos III. Người con trai thứ 2 là Vương tử Don Felipe được trao quyền cai trị Công quốc Parma sau Hiệp ước Aix-la-Chapelle (1748), chính ông đã khai sinh ra Vương tộc Borbone-Parma. Người con trai thứ 3 của bà là Hoàng tử Don Luis trở thành Hồng y trẻ nhất trong lịch sử thế giới tính cho đến nay.
Ba người con gái của bà cũng có danh phận vô cùng cao quý, trong đó người con gái đầu là Vương nữ Mariana Victoria trở thành Vương hậu của Bồ Đào Nha. Người con gái thứ 2 là Vương nữ María Teresa Rafaela trở thành vợ của Thái tử Louis người thừa kế ngai vàng Vương quốc Pháp của Nhà Bourbon. Người con gái út là Vương nữ María Antonia Ferdinanda được gả về Nhà Savoia và trở thành Vương hậu của Vương quốc Sardegna.

## Cuộc sống đầu đời ở Parma
Elisabetta sinh ra tại Palazzo della Pilotta ở Parma, là con gái của Odoardo Farnese, Công tử cha truyền con nối của Parma, người thừa kế ngai vàng của Công quốc Parma và mẹ là Dorothea Sophie của Neuburg. Khi Elisabetta được 1 tuổi thì bố cô đột ngột qua đời, mẹ cô sau đó đã kết hôn với em trai của bố cô là Francesco Farnese, Công tước của Parma.
Elisabetta đã lớn lên trong Cung điện hoàng gia ở Parma, cô được cho là có mối quan hệ không tốt với mẹ mình, nhưng cô lại rất cởi mở và thân thiết với người bố dượng Francesco Farnese, đồng thời cũng là chú ruột của cô. Elisabetta nhận được một nền giáo dục hoàng gia tốt, cô thông thạo các ngôn ngữ như: tiếng La Tinh, tiếng Pháp, tiếng Đức và được đào tạo về hùng biện, triết học, địa lý và lịch sử. Nhưng theo các tài liệu để tại thì cô không có hứng thứ với việc học hành và các vấn đề liên quan đến khoa học. Elisabetta được đánh giá là có năng khiếu về khiêu vũ, hội hoạ dưới sự dạy bảo của Pietro Antonio Avanzini, ngoài ra cô còn rất thích âm nhạc và thêu thùa. Elisabetta từng mắc phải bệnh đậu mùa, nhưng may mắn là đã vượt qua. 
Cha của Elisabetta mất sớm nên không để lại người thừa kế nam, 2 người chú của cô thay nhau lên kế vị ngôi Công tước của Parma nhưng cũng không có người thừa kế nam nào, nên Hoàng gia Farnese đã lên kế hoạch đưa cô lên ngai vàng. Do đó, Elisabetta đã nhận được nhiều lời cầu hôn chính trị, trong đó có Thân vương Victor Amadeus, người thừa kế của Nhà Savoia và Công tử Francesco d'Este, người thừa kế của Công quốc Modena và Reggio, nhưng tất cả các đàm phán hôn nhân chính trị này đều thất bại. Công quốc Parma sau này đã được thừa kế bởi Vương tử Don Carlos, con trai cả của cô. Sau khi Don Carlos tiếp nhận ngai vàng Đế quốc Tây Ban Nha, tước hiệu này được nhường lại cho người con trai thứ 2 của bà là Vương tử Don Felipe, chính người này đã khai sinh ra Gia tộc Borbone-Parma.

## Hôn nhân
Vào ngày 16 tháng 9 năm 1714, bà được ủy quyền kết hôn tại Parma với Felipe V của Tây Ban Nha. Cuộc hôn nhân được sắp xếp bởi đại sứ của Parma, Hồng y Alberoni, với sự đồng ý của Nữ thân vương xứ Ursins, Camarera mayor de Palacio của Vua Tây Ban Nha.
Cuộc hôn nhân được sắp đặt vì nhu cầu tình dục của Felipe V, vì sự đắn đo về tôn giáo đã ngăn cản ông có đời sống tình dục ngoài hôn nhân và ông đã khăng khăng đòi quyền vợ chồng của mình gần như cho đến những ngày cuối cùng của cuộc đời người phối ngẫu trước đó. Elisabetta là sự lựa chọn đương nhiên của Felipe V vì lợi ích truyền thống của người Tây Ban Nha ở các tỉnh của Bán đảo Ý, và bà là người thừa kế ngai vàng của Công quốc Parma. Đại sứ Parma đã thuyết phục Nữ thân vương xứ Ursins chấp thuận cuộc hôn nhân quan trọng này bằng cách thuyết phục cô rằng Elisabetta là một người có đầu óc đơn giản, không quen với việc may vá và thêu thùa, dễ kiểm soát và chi phối để thay thế cho người trước đó. Song song đó, Alberoni thông báo với Elisabetta rằng nhà vua "mong muốn được cai trị" bởi người khác và bà sẽ là một nữ hoàng bất hạnh trừ khi nhanh chóng nắm quyền, và rằng bà cũng sẽ được người Tây Ban Nha quý mến nếu loại bỏ ảnh hưởng của người Pháp trong triều đình. đứng đầu là Nữ thân vương xứ Ursins.
Elisabetta rời Parma vào tháng 9 và đến Tây Ban Nha bằng đường bộ với đoàn tùy tùng do Hầu tước Schotta và Ippolita Ludovisi, Nữ thân vương xứ Piombino dẫn đầu. Ban đầu dự định đi du lịch bằng đường biển, cô bị ốm ở Genoa và kế hoạch do đó bị thay đổi. Trên đường đến Tây Ban Nha, cô gặp Thân vương xứ Monaco và đại sứ Pháp, người đã chuyển quà cho cô từ Vua Pháp. Elisabetta đã dành vài ngày ở Bayonne vào tháng 11 với tư cách là khách của dì của cô, Thái hậu Maria Anna của Tây Ban Nha. Tại biên giới Pháp-Tây Ban Nha, cô gặp Alberoni, người đã dành vài ngày để cảnh báo cô về Nữ thân vương xứ Ursins. Khi đến Tây Ban Nha, cô từ chối chia tay đoàn tùy tùng Ý của mình để đổi lấy một đoàn tùy tùng Tây Ban Nha, như dự định ban đầu.
Vào ngày 23 tháng 12 tại Jadraque, Elisabetta gặp Nữ thân vương xứ Ursins, người với tư cách là Thị trần mới được bổ nhiệm của cô muốn trình diện trước khi Elisabetta gặp Felipe V tại Guadalajara. Nữ thân vương đã cử gián điệp báo cáo rằng Elisabetta thực ra không phải là người nhút nhát và dễ kiểm soát. Elisabetta tiếp Nữ Thân vương xứ Ursins và yêu cầu nói chuyện riêng với cô ấy. Ngay sau đó, cả nhóm có thể nghe thấy âm thanh của một cuộc tranh cãi bạo lực, sau đó Ursins bị bắt, bị sa thải và ngay lập tức bị áp giải qua biên giới sang Pháp. Đã có nhiều phiên bản khác nhau về vụ việc này và những gợi ý khác nhau về cách nó xảy ra. Alberoni thông báo với nhà vua rằng Elisabetta đã hành động vì lợi ích tốt nhất của ông, và khi Felipe V gặp Elisabetta tại Guadalajara vào ngày 24 tháng 12, ông nhanh chóng yêu cô ngay từ cái nhìn đầu tiên, giống như anh đã yêu người vợ cũ của mình.

## Vương hậu Tây Ban Nha

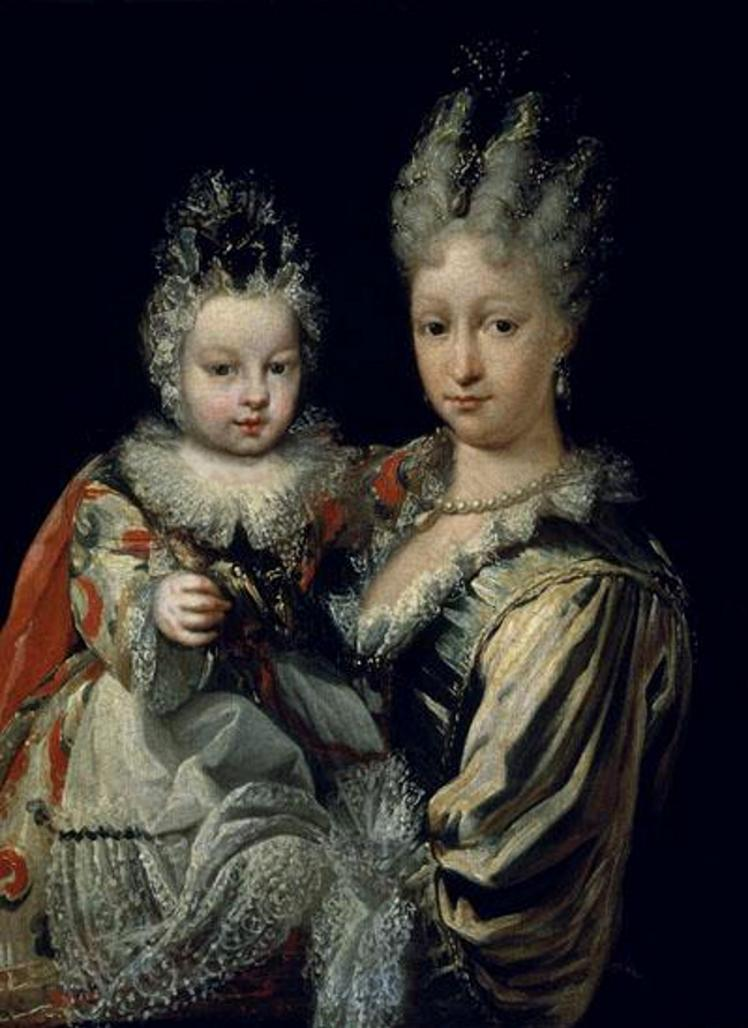
Elisabetta cùng người con trai cả Vương tử Carlos.

Elisabetta thích săn bắn và mặc trang phục cưỡi ngựa của nam giới khi làm việc đó. Cô được mô tả là một tay cung thủ và cưỡi ngựa xuất sắc và thường xuyên đi săn cùng nhà vua. Ngay từ sớm, cô đã trở nên thừa cân vì thèm ăn quá nhiều. Cô chi tiêu hoang phí cho cả bản thân và những người bạn tâm giao. Nhóm bạn tâm giao của cô bao gồm, ngoại trừ y tá Laura Pescatori, bác sĩ người Ý Cervi và Hầu tước Scotti, những người cũng là một phần trong đoàn tùy tùng người Ý của cô. Người được cô yêu thích nhất trong số những người hầu gái đầu tiên là người phục vụ người Flemish của cô ấy, La Pellegrina, người đóng vai trò làm trung gian cho cô và bộ trưởng Patino, và Nữ công tước xứ Saint-Pierre; sau khi người trước kết hôn và người sau khởi hành đến Pháp vào năm 1727, cô ủng hộ Nữ hầu tước Las Nieves, người có nhiệm vụ đóng vai trò là người cung cấp thông tin cho vương hậu. Cô tôn trọng thị nữ của mình, Nữ bá tước de Altamira, người quản lý các thị nữ của mình rất nghiêm khắc.
Ban đầu, Vương hậu Elisabetta nổi tiếng vì việc sa thải và trục xuất Nữ thân vương xứ Ursins khiến bà dường như là vị cứu tinh của Tây Ban Nha thoát khỏi sự thống trị của người Pháp, nhưng sự lạm quyền của bà đối với nhà vua đã sớm khiến bà không được ưa chuộng như Nữ thân vương xứ Ursins. Elisabetta cũng không được lòng giới quý tộc Tây Ban Nha vì sự suy giảm nghi thức xã giao trong đời sống cung đình Tây Ban Nha, và các tờ rơi của "đảng Tây Ban Nha" thường cáo buộc bà giữ nhà vua làm nô lệ, làm lợi cho người nước ngoài và cố gắng ám hại các con riêng của chồng bà.

### Ảnh hưởng chính trị

Huy hiệu của Vương hậu Elisabetta Farnese

Với lời khuyên của Alberoni và Hồng y del Giudice, Elisabetta trở thành bạn tâm giao của vua Felipe V và tiến hành loại bỏ phe cánh thân Pháp tại triều đình Tây Ban Nha. Họ được thay thế bằng những người ủng hộ vương hậu, được tạo ra với sự giúp đỡ của y tá người Ý Laura Pescatori. Cố vấn trưởng của Elisabetta là Alberoni, người đã hướng dẫn bà cách bảo vệ lợi ích của bản thân và Parma, trong khi bản thân ông, với tư cách là một người nước ngoài, chỉ có cô để dựa vào.
Vương hậu Elisabetta nhanh chóng có được ảnh hưởng hoàn toàn đối với nhà vua, người mà bản thân cũng mong muốn chịu phục tùng. Được biết, bà có sự quyến rũ và sống có mục đích, thông minh và có thể trò chuyện, vui tính và quyến rũ. Nhưng bà cũng có tham vọng về vinh quang, sự tán dương và nổi tiếng. Theo đại sứ Pháp, Công tước xứ Saint-Aignan, vương hậu đã khiến nhà vua tin rằng những gì bà muốn chính là những gì ông muốn, và bà có chung sở thích và tính cách lập dị với ông; nhà vua cũng phụ thuộc rất nhiều vào tình dục của bà, vì nhà vua không muốn quan hệ tình dục ngoài hôn nhân. Ngoài ra, những giai đoạn trầm cảm thường khiến nhà vua bị tê liệt và không thể giải quyết các công việc của chính phủ, trong thời gian đó vương hậu đã xử lý chúng. Những giai đoạn như vậy xảy ra vào các năm 1717, 1722, 1728, 1731, 1732–33 và 1737.
Trái ngược với thông lệ của một quốc vương Tây Ban Nha, Felipe V thích ở chung các căn hộ với vương hậu hơn là có những căn hộ riêng của mình, và chính tại căn hộ của vương hậu, ông đã gặp các bộ trưởng của mình. Do đó, Elisabetta đã có mặt tại tất cả các cuộc họp của chính phủ ngay từ đầu, và trong khi ban đầu bà ngồi bên cạnh thêu thùa, bà nhanh chóng tham gia ngày càng nhiều hơn và cuối cùng lên tiếng thay cho chồng mình trong khi nhà vua ngồi im lặng. Nhà vua không sống trong căn hộ của mình mà ở trong phòng của hoàng hậu, nơi ông đã qua đêm. Khi tỉnh dậy, nhà vua thảo luận về công việc quản trị của chính phủ với vương hậu, sau đó, cặp đôi, vẫn trong bộ áo choàng tắm, trao đổi với các bộ trưởng của họ trong phòng ngủ của nữ hoàng trong khi công việc quản trị của chính phủ được các thị nữ của bà trải trên giường của vương hậu. Từ năm 1729, họ hiếm khi ra khỏi nơi ở của vương hậu trước 2 giờ chiều, sau đó họ thực hiện rất nhanh chóng các chức năng chính thức của mình. Nhà vua không thích cuộc sống nghi lễ cung đình và thích sống trong các cung điện săn bắn nhỏ hơn như Cung điện hoàng gia El Pardo hay Cung điện hoàng gia Aranjuez, nơi cuộc sống nghi lễ cung đình không thể diễn ra bình thường như ở Madrid. Sự vắng mặt của cặp đôi hoàng gia trong cuộc sống cung đình và thiếu sự xuất hiện trước công chúng trở nên rõ ràng đến mức họ bị chỉ trích vì điều đó, đặc biệt là đối với Elisabetta. Sau khi Alberoni bị sa thải vào năm 1719, bà thực sự là người cai trị duy nhất ở Tây Ban Nha.
Năm 1724, những lời cầu xin đã không thể ngăn cản được sự thoái vị của Felipe V, người đã từ bỏ ngai vàng để nhường ngôi cho đứa con đầu lòng là Thái tử Louis, người thừa kế từ cuộc hôn nhân đầu tiên của ông. Felipe sau đó lui về Cung điện Hoàng gia La Granja de San Ildefonso. Cũng trong năm 1724, Elisabetta mua lại Castor and Pollux (Prado) cho ông từ gia đình Erba-Odescalchi. Trong thời trị vì của Vua Louis I, Elisabetta vẫn nắm giữ quyền lực. Tuy nhiên, 7 tháng sau, cái chết của vị vua trẻ đã đưa Felipe lên ngai vàng một lần nữa. Chính Elisabetta, với sự trợ giúp của các bộ trưởng, sứ thần của Giáo hoàng, các nhà thần học và mạng lưới liên lạc của bà, đã gây áp lực buộc ông phải lên ngôi.

### Chính sách đối ngoại

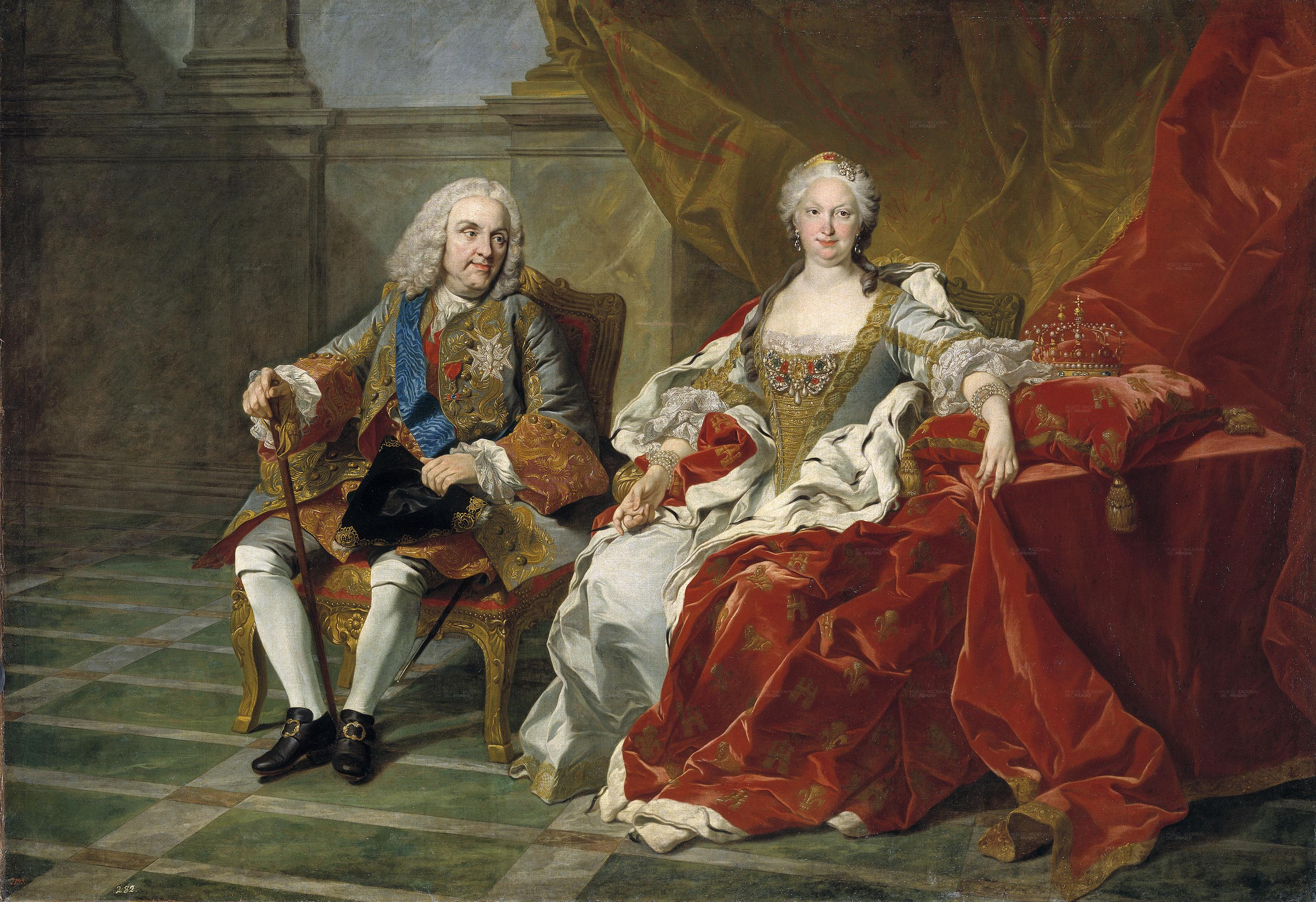
Felipe V và Elisabetta năm 1739

Vương hậu Elisabetta không quan tâm đến chính sách đối nội và ưa thích chính sách đối ngoại nhiều hơn, trong đó mục tiêu của bà là tăng cường sự hiện diện của người Tây Ban Nha ở các nhà nước trên Bán đảo Ý, kết hợp với tham vọng của bà về các ngai vàng dành cho những ngươi con trai mà bà sinh ra, những người ban đầu không được kỳ vọng sẽ kế vị ở Tây Ban Nha vì những người con riêng của vua Filipe V với người vợ đầu tiên. Ảnh hưởng của Elisabetta được phát huy hoàn toàn để ủng hộ chính sách của Alberoni, một mục tiêu chính là khôi phục các tài sản cổ xưa ở Ý của Tây Ban Nha, và điều này thực sự dẫn đến việc chiếm giữ Sardinia và Sicily. Bà thực hiện chính sách này một cách mạnh mẽ đến nỗi khi quân Pháp tiến tới Pyrenees, bà đứng đầu một sư đoàn của quân đội Tây Ban Nha. Vào tháng 4 năm 1719, vương hậu tháp tùng nhà vua trong chiến dịch ra mặt trận chống Pháp xâm lược; mặc trang phục màu xanh bạc, bà liên tục duyệt binh và động viên quân lính trên lưng ngựa.
Tuy nhiên, tham vọng của cô đã bị thất vọng nặng nề. Liên minh Bộ ba đã ngăn cản kế hoạch của bà khi quân đội Anh đột kích Vigo, và đến năm 1720, liên minh đã biến việc trục xuất Alberoni thành một điều kiện hòa bình. Sicily và Sardinia cũng phải rút quân.
Trong những năm cuối đời của Felipe V, Elisabetta đã chỉ đạo toàn bộ chính sách của Tây Ban Nha nhằm đảm bảo ngai vàng ở Ý cho các con trai của bà. Năm 1731, bà hài lòng khi thấy kế hoạch ưa thích của mình được thực hiện với sự công nhận của các quyền lực trong Hiệp ước Viên đối với con trai bà là Don Carlos (sau này là Carlos của Tây Ban Nha) với tư cách là Công tước xứ Parma, và sau Hiệp ước Viên năm 1738, ông đã trở thành vua của Napoli và Sicily. Con trai thứ hai của bà, Vương tử Philip, trở thành Công tước xứ Parma vào năm 1748.

## Thái hậu Tây Ban Nha

Huy hiệu của Thái hậu

Vào ngày 9 tháng 7 năm 1746, vai trò vương hậu của Elisabetta kết thúc với cái chết của Felipe V và sự kế vị của con trai riêng của chồng bà là Vương tử Ferdinand. Khi Ferdinand rơi vào cuộc sống trầm cảm, giống như người cha, ông đã để lại công việc triều chính cho vợ ông là Vương nữ Bồ Đào Nha Maria Barbara, đại sứ Pháp nhận xét rằng: "Thà Barbara là người kế vị Elisabetta hơn là Ferdinand kế vị Felipe."
Với tư cách là thái hậu, Elisabetta ban đầu không đồng ý từ bỏ quyền lực. Bà dàn xếp với một triều đình gồm những người ủng hộ trong một dinh thự thuê ở Madrid, đồng thời yêu cầu được thông báo về chính sách của chính phủ và chỉ trích công khai vị vua mới. Đến giữa năm 1747, Vương hậu Barbara được Bồ Đào Nha và José de Carvajal y Lancáster khuyến khích đối phó với Thái hậu, và vào ngày 23 tháng 7 năm 1747, Elisabetta bị đày cùng triều đình của mình đến Cung điện hoàng gia La Granja de San Ildefonso, nơi bà sống phần còn lại của cuộc đời với các con riêng của mình, bị lưu đày khỏi triều đình và không có bất kỳ ảnh hưởng nào đến chính trị. Bà đã tổ chức những buổi chiêu đãi hoành tráng, nơi bà chào đón các nhà ngoại giao nước ngoài và khuyến khích sự chỉ trích của phe đối lập đối với con trai riêng của chồng bà.
Lần cuối cùng Elisabetta Farnese tham gia chính trị là sau cái chết của vua Ferdinand VI vào năm 1759. Sau khi ông qua đời, ngai vàng Tây Ban Nha thuộc về con trai riêng của bà, lúc dó đang làm vua của Vương quốc Napoli và Vương quốc Sicilia. Elisabetta sau đó được phong làm nhiếp chính lâm thời của Tây Ban Nha kể từ cái chết của Ferdinand VI năm 1759 cho đến khi con trai bà rời bán đảo Ý để về Tây Ban Nha nắm quyền cai trị vào năm 1760.
Trong khoảng thời gian giữa cái chết của chồng bà năm 1746 và cái chết của chính bà năm 1766, Elisabetta đã chứng kiến nhiều sự kiện: việc con trai riêng của chồng bà, Ferdinand VI và Barbara của Bồ Đào Nha, người mà bà ghét, lên ngôi; và việc lên ngôi Parma của đứa con trai thứ hai yêu quý của bà, Philip. Năm 1752, bà xây dựng Cung điện Hoàng gia Riofrío làm nơi ở của thái hậu.
Sau đó, bà dành phần lớn thời gian của mình tại các cung điện La Granja và Aranjuez. Tại đó, bà qua đời năm 1766 ở tuổi 73. Bà được chôn cất bên cạnh chồng mình tại Colegiata của San Ildefonso.

## Hậu duệ
1. Carlos III của Tây Ban Nha (20 tháng 1 năm 1716 – 14 tháng 12 năm 1788), chồng của Maria Amalia của Sachsen.
2. Francisco (21 tháng 3 năm 1717 – 21 tháng 4 năm 1717).
3. Mariana Victoria (31 tháng 3 năm 1718 – 15 tháng 1 năm 1781), Vương hậu Bồ Đào Nha với tư cách là vợ của José I của Bồ Đào Nha.
4. Felipe (15 tháng 3 năm 1720 – 18 tháng 7 năm 1765), Công tước xứ Parma và người sáng lập dòng dõi Vương tộc Borbone-Parma, chồng của Louise Élisabeth của Pháp.
5. María Theresa Rafaela (11 tháng 6 năm 1726 – 22 tháng 7 năm 1746), vợ của Louis Ferdinand, Trữ quân nước Pháp.
6. Luis (25 tháng 7 năm 1727 – 7 tháng 8 năm 1785), được gọi là Cardinal-Infante. Là Tổng giám mục xứ Toledo, Thủ hiến Tây Ban Nha và Hồng y kể từ năm 1735. Năm 1754, từ bỏ các chức danh giáo hội của mình và trở thành Bá tước xứ Chinchón. Năm 1776, ông kết hôn với María Teresa de Vallabriga. Hôn nhân giữa hai người là quý tiện kết hôn, dù có con nhưng không có tước vị.
7. María Antonia Fernanda (17 tháng 11 năm 1729 – 19 tháng 9 năm 1785), Vương hậu Sardegna với tư cách là vợ của Vittorio Amadeo III của Sardegna.

## Tổ tiên
| \| \| \| \| \| \| \| \| \| \| \| \| \| \| 16. Ranuccio I Farnese (= 22) \| \| \| \| \| \| \| \| \| \| \| \| \| \| \| \| \| \| \| \| \| \| \| \| \| \| \| \| \| \| \| \| \| \| \| \| \| \| \| \| \| \| \| \| \| \| \| \| \| \| \| \| \| \| \| \| \| \| \| \| 8. Odoardo I Farnese \| \| \| \| \| \| \| \| \| \| \| \| \| \| \| \| \| \| \| \| \| \| \| \| \| \| \| \| \| \| \| \| \| \| \| \| \| \| \| \| \| \| \| \| \| \| \| \| \| \| \| \| \| \| \| \| \| \| \| \| \| \| \| \| \| \| \| \| \| \| \| \| 17. Margherita Aldobrandini (= 23) \| \| \| \| \| \| \| \| \| \| \| \| \| \| \| \| \| \| \| \| \| \| \| \| \| \| \| \| \| \| \| \| \| \| \| \| \| \| \| \| \| \| \| \| \| \| \| \| \| \| \| \| \| \| \| \| \| \| \| \| \| \| \| \| \| \| \| \| \| \| \| \| 4. Ranuccio II Farnese \| \| \| \| \| \| \| \| \| \| \| \| \| \| \| \| \| \| \| \| \| \| \| \| \| \| \| \| \| \| \| \| \| \| \| \| \| \| \| \| \| \| \| \| \| \| \| \| \| \| \| \| \| \| \| \| \| \| \| \| \| \| \| \| \| \| \| \| \| \| \| \| 18. Cosimo II de' Medici \| \| \| \| \| \| \| \| \| \| \| \| \| \| \| \| \| \| \| \| \| \| \| \| \| \| \| \| \| \| \| \| \| \| \| \| \| \| \| \| \| \| \| \| \| \| \| \| \| \| \| \| \| \| \| \| \| \| \| \| \| \| \| \| \| \| \| \| \| \| \| \| 9. Margherita de' Medici \| \| \| \| \| \| \| \| \| \| \| \| \| \| \| \| \| \| \| \| \| \| \| \| \| \| \| \| \| \| \| \| \| \| \| \| \| \| \| \| \| \| \| \| \| \| \| \| \| \| \| \| \| \| \| \| \| \| \| \| \| \| \| \| \| \| \| \| \| \| \| \| 19. Maria Magdalena của Áo \| \| \| \| \| \| \| \| \| \| \| \| \| \| \| \| \| \| \| \| \| \| \| \| \| \| \| \| \| \| \| \| \| \| \| \| \| \| \| \| \| \| \| \| \| \| \| \| \| \| \| \| \| \| \| \| \| \| \| \| \| \| \| \| \| \| \| \| \| \| \| \| 2. Odoardo II Farnese \| \| \| \| \| \| \| \| \| \| \| \| \| \| \| \| \| \| \| \| \| \| \| \| \| \| \| \| \| \| \| \| \| \| \| \| \| \| \| \| \| \| \| \| \| \| \| \| \| \| \| \| \| \| \| \| \| \| \| \| \| \| \| \| \| \| \| \| \| \| \| \| 20. Alfonso III d'Este \| \| \| \| \| \| \| \| \| \| \| \| \| \| \| \| \| \| \| \| \| \| \| \| \| \| \| \| \| \| \| \| \| \| \| \| \| \| \| \| \| \| \| \| \| \| \| \| \| \| \| \| \| \| \| \| \| \| \| \| \| \| \| \| \| \| \| \| \| \| \| \| 10. Francesco I d'Este \| \| \| \| \| \| \| \| \| \| \| \| \| \| \| \| \| \| \| \| \| \| \| \| \| \| \| \| \| \| \| \| \| \| \| \| \| \| \| \| \| \| \| \| \| \| \| \| \| \| \| \| \| \| \| \| \| \| \| \| \| \| \| \| \| \| \| \| \| \| \| \| 21. Isabella của Savoia \| \| \| \| \| \| \| \| \| \| \| \| \| \| \| \| \| \| \| \| \| \| \| \| \| \| \| \| \| \| \| \| \| \| \| \| \| \| \| \| \| \| \| \| \| \| \| \| \| \| \| \| \| \| \| \| \| \| \| \| \| \| \| \| \| \| \| \| \| \| \| \| 5. Isabella của Este \| \| \| \| \| \| \| \| \| \| \| \| \| \| \| \| \| \| \| \| \| \| \| \| \| \| \| \| \| \| \| \| \| \| \| \| \| \| \| \| \| \| \| \| \| \| \| \| \| \| \| \| \| \| \| \| \| \| \| \| \| \| \| \| \| \| \| \| \| \| \| \| 22. Ranuccio I Farnese (= 16) \| \| \| \| \| \| \| \| \| \| \| \| \| \| \| \| \| \| \| \| \| \| \| \| \| \| \| \| \| \| \| \| \| \| \| \| \| \| \| \| \| \| \| \| \| \| \| \| \| \| \| \| \| \| \| \| \| \| \| \| \| \| \| \| \| \| \| \| \| \| \| \| 11. Maria Caterine Farnese \| \| \| \| \| \| \| \| \| \| \| \| \| \| \| \| \| \| \| \| \| \| \| \| \| \| \| \| \| \| \| \| \| \| \| \| \| \| \| \| \| \| \| \| \| \| \| \| \| \| \| \| \| \| \| \| \| \| \| \| \| \| \| \| \| \| \| \| \| \| \| \| 23. Margherita Aldobrandini (= 17) \| \| \| \| \| \| \| \| \| \| \| \| \| \| \| \| \| \| \| \| \| \| \| \| \| \| \| \| \| \| \| \| \| \| \| \| \| \| \| \| \| \| \| \| \| \| \| \| \| \| \| \| \| \| \| \| \| \| \| \| \| \| \| \| \| \| \| \| \| \| \| \| 1. Elisabetta Farnese \| \| \| \| \| \| \| \| \| \| \| \| \| \| \| \| \| \| \| \| \| \| \| \| \| \| \| \| \| \| \| \| \| \| \| \| \| \| \| \| \| \| \| \| \| \| \| \| \| \| \| \| \| \| \| \| \| \| \| \| \| \| \| \| \| \| \| \| \| \| \| \| 24. Philipp Ludwig xứ Pfalz-Neuburg \| \| \| \| \| \| \| \| \| \| \| \| \| \| \| \| \| \| \| \| \| \| \| \| \| \| \| \| \| \| \| \| \| \| \| \| \| \| \| \| \| \| \| \| \| \| \| \| \| \| \| \| \| \| \| \| \| \| \| \| \| \| \| \| \| \| \| \| \| \| \| \| 12. Wolfgang Wilhelm xứ Pfalz-Neuburg \| \| \| \| \| \| \| \| \| \| \| \| \| \| \| \| \| \| \| \| \| \| \| \| \| \| \| \| \| \| \| \| \| \| \| \| \| \| \| \| \| \| \| \| \| \| \| \| \| \| \| \| \| \| \| \| \| \| \| \| \| \| \| \| \| \| \| \| \| \| \| \| 25. Anna xứ Jülich-Kleve-Berg \| \| \| \| \| \| \| \| \| \| \| \| \| \| \| \| \| \| \| \| \| \| \| \| \| \| \| \| \| \| \| \| \| \| \| \| \| \| \| \| \| \| \| \| \| \| \| \| \| \| \| \| \| \| \| \| \| \| \| \| \| \| \| \| \| \| \| \| \| \| \| \| 6. Philipp Wilhelm xứ Pfalz \| \| \| \| \| \| \| \| \| \| \| \| \| \| \| \| \| \| \| \| \| \| \| \| \| \| \| \| \| \| \| \| \| \| \| \| \| \| \| \| \| \| \| \| \| \| \| \| \| \| \| \| \| \| \| \| \| \| \| \| \| \| \| \| \| \| \| \| \| \| \| \| 26. Wilhelm V xứ Bayern \| \| \| \| \| \| \| \| \| \| \| \| \| \| \| \| \| \| \| \| \| \| \| \| \| \| \| \| \| \| \| \| \| \| \| \| \| \| \| \| \| \| \| \| \| \| \| \| \| \| \| \| \| \| \| \| \| \| \| \| \| \| \| \| \| \| \| \| \| \| \| \| 13. Magdalene xứ Bayern \| \| \| \| \| \| \| \| \| \| \| \| \| \| \| \| \| \| \| \| \| \| \| \| \| \| \| \| \| \| \| \| \| \| \| \| \| \| \| \| \| \| \| \| \| \| \| \| \| \| \| \| \| \| \| \| \| \| \| \| \| \| \| \| \| \| \| \| \| \| \| \| 27. Renée xứ Lorraine \| \| \| \| \| \| \| \| \| \| \| \| \| \| \| \| \| \| \| \| \| \| \| \| \| \| \| \| \| \| \| \| \| \| \| \| \| \| \| \| \| \| \| \| \| \| \| \| \| \| \| \| \| \| \| \| \| \| \| \| \| \| \| \| \| \| \| \| \| \| \| \| 3. Dorothea Sophie xứ Neuburg \| \| \| \| \| \| \| \| \| \| \| \| \| \| \| \| \| \| \| \| \| \| \| \| \| \| \| \| \| \| \| \| \| \| \| \| \| \| \| \| \| \| \| \| \| \| \| \| \| \| \| \| \| \| \| \| \| \| \| \| \| \| \| \| \| \| \| \| \| \| \| \| 28. Ludwig V xứ Hessen-Darmstadt \| \| \| \| \| \| \| \| \| \| \| \| \| \| \| \| \| \| \| \| \| \| \| \| \| \| \| \| \| \| \| \| \| \| \| \| \| \| \| \| \| \| \| \| \| \| \| \| \| \| \| \| \| \| \| \| \| \| \| \| \| \| \| \| \| \| \| \| \| \| \| \| 14. Georg II xứ Hessen-Darmstadt \| \| \| \| \| \| \| \| \| \| \| \| \| \| \| \| \| \| \| \| \| \| \| \| \| \| \| \| \| \| \| \| \| \| \| \| \| \| \| \| \| \| \| \| \| \| \| \| \| \| \| \| \| \| \| \| \| \| \| \| \| \| \| \| \| \| \| \| \| \| \| \| 29. Magdalene xứ Brandenburg \| \| \| \| \| \| \| \| \| \| \| \| \| \| \| \| \| \| \| \| \| \| \| \| \| \| \| \| \| \| \| \| \| \| \| \| \| \| \| \| \| \| \| \| \| \| \| \| \| \| \| \| \| \| \| \| \| \| \| \| \| \| \| \| \| \| \| \| \| \| \| \| 7. Elisabeth Amalie xứ Hessen-Darmstadt \| \| \| \| \| \| \| \| \| \| \| \| \| \| \| \| \| \| \| \| \| \| \| \| \| \| \| \| \| \| \| \| \| \| \| \| \| \| \| \| \| \| \| \| \| \| \| \| \| \| \| \| \| \| \| \| \| \| \| \| \| \| \| \| \| \| \| \| \| \| \| \| 30. Johann Georg I xứ Sachsen \| \| \| \| \| \| \| \| \| \| \| \| \| \| \| \| \| \| \| \| \| \| \| \| \| \| \| \| \| \| \| \| \| \| \| \| \| \| \| \| \| \| \| \| \| \| \| \| \| \| \| \| \| \| \| \| \| \| \| \| \| \| \| \| \| \| \| \| \| \| \| \| 15. Sophie Eleonore xứ Sachsen \| \| \| \| \| \| \| \| \| \| \| \| \| \| \| \| \| \| \| \| \| \| \| \| \| \| \| \| \| \| \| \| \| \| \| \| \| \| \| \| \| \| \| \| \| \| \| \| \| \| \| \| \| \| \| \| \| \| \| \| \| \| \| \| \| \| \| \| \| \| \| \| 31. Magdalena Sibylle của Phổ \| \| \| \| \| \| \| \| \| \| \| \| \| \| \| \| \| \| \| \| \| \| \| \| \| \| \| \| \| \| \| \| \| \| \| \| \| \| \| \| \| \| \| \| \| \| \| \| \| \| \| \| |                                         |  |  |  |  |  |  |  |  |  |  |  |                               |  |  |  |
| |                                         |  |  |  |  |  |  |  |  |  |  |  | 16. Ranuccio I Farnese (= 22) |  |  |  |
| |                                         |  |  |  |  |  |  |  |  |  |  |  |                               |  |  |  |
| |                                         |  |  |  |  |  |  |  |  |  |  |  |                               |  |  |  |
| |                                         |  |  |  |  |  |  |  |  |  |  |  |                               |  |  |  |
| | 8. Odoardo I Farnese                    |  |  |  |  |  |  |  |  |  |  |  |                               |  |  |  |
| |                                         |  |  |  |  |  |  |  |  |  |  |  |                               |  |  |  |
| |                                         |  |  |  |  |  |  |  |  |  |  |  |                               |  |  |  |
| |                                         |  |  |  |  |  |  |  |  |  |  |  |                               |  |  |  |
| | 17. Margherita Aldobrandini (= 23)      |  |  |  |  |  |  |  |  |  |  |  |                               |  |  |  |
| |                                         |  |  |  |  |  |  |  |  |  |  |  |                               |  |  |  |
| |                                         |  |  |  |  |  |  |  |  |  |  |  |                               |  |  |  |
| |                                         |  |  |  |  |  |  |  |  |  |  |  |                               |  |  |  |
| | 4. Ranuccio II Farnese                  |  |  |  |  |  |  |  |  |  |  |  |                               |  |  |  |
| |                                         |  |  |  |  |  |  |  |  |  |  |  |                               |  |  |  |
| |                                         |  |  |  |  |  |  |  |  |  |  |  |                               |  |  |  |
| |                                         |  |  |  |  |  |  |  |  |  |  |  |                               |  |  |  |
| | 18. Cosimo II de' Medici                |  |  |  |  |  |  |  |  |  |  |  |                               |  |  |  |
| |                                         |  |  |  |  |  |  |  |  |  |  |  |                               |  |  |  |
| |                                         |  |  |  |  |  |  |  |  |  |  |  |                               |  |  |  |
| |                                         |  |  |  |  |  |  |  |  |  |  |  |                               |  |  |  |
| | 9. Margherita de' Medici                |  |  |  |  |  |  |  |  |  |  |  |                               |  |  |  |
| |                                         |  |  |  |  |  |  |  |  |  |  |  |                               |  |  |  |
| |                                         |  |  |  |  |  |  |  |  |  |  |  |                               |  |  |  |
| |                                         |  |  |  |  |  |  |  |  |  |  |  |                               |  |  |  |
| | 19. Maria Magdalena của Áo              |  |  |  |  |  |  |  |  |  |  |  |                               |  |  |  |
| |                                         |  |  |  |  |  |  |  |  |  |  |  |                               |  |  |  |
| |                                         |  |  |  |  |  |  |  |  |  |  |  |                               |  |  |  |
| |                                         |  |  |  |  |  |  |  |  |  |  |  |                               |  |  |  |
| | 2. Odoardo II Farnese                   |  |  |  |  |  |  |  |  |  |  |  |                               |  |  |  |
| |                                         |  |  |  |  |  |  |  |  |  |  |  |                               |  |  |  |
| |                                         |  |  |  |  |  |  |  |  |  |  |  |                               |  |  |  |
| |                                         |  |  |  |  |  |  |  |  |  |  |  |                               |  |  |  |
| | 20. Alfonso III d'Este                  |  |  |  |  |  |  |  |  |  |  |  |                               |  |  |  |
| |                                         |  |  |  |  |  |  |  |  |  |  |  |                               |  |  |  |
| |                                         |  |  |  |  |  |  |  |  |  |  |  |                               |  |  |  |
| |                                         |  |  |  |  |  |  |  |  |  |  |  |                               |  |  |  |
| | 10. Francesco I d'Este                  |  |  |  |  |  |  |  |  |  |  |  |                               |  |  |  |
| |                                         |  |  |  |  |  |  |  |  |  |  |  |                               |  |  |  |
| |                                         |  |  |  |  |  |  |  |  |  |  |  |                               |  |  |  |
| |                                         |  |  |  |  |  |  |  |  |  |  |  |                               |  |  |  |
| | 21. Isabella của Savoia                 |  |  |  |  |  |  |  |  |  |  |  |                               |  |  |  |
| |                                         |  |  |  |  |  |  |  |  |  |  |  |                               |  |  |  |
| |                                         |  |  |  |  |  |  |  |  |  |  |  |                               |  |  |  |
| |                                         |  |  |  |  |  |  |  |  |  |  |  |                               |  |  |  |
| | 5. Isabella của Este                    |  |  |  |  |  |  |  |  |  |  |  |                               |  |  |  |
| |                                         |  |  |  |  |  |  |  |  |  |  |  |                               |  |  |  |
| |                                         |  |  |  |  |  |  |  |  |  |  |  |                               |  |  |  |
| |                                         |  |  |  |  |  |  |  |  |  |  |  |                               |  |  |  |
| | 22. Ranuccio I Farnese (= 16)           |  |  |  |  |  |  |  |  |  |  |  |                               |  |  |  |
| |                                         |  |  |  |  |  |  |  |  |  |  |  |                               |  |  |  |
| |                                         |  |  |  |  |  |  |  |  |  |  |  |                               |  |  |  |
| |                                         |  |  |  |  |  |  |  |  |  |  |  |                               |  |  |  |
| | 11. Maria Caterine Farnese              |  |  |  |  |  |  |  |  |  |  |  |                               |  |  |  |
| |                                         |  |  |  |  |  |  |  |  |  |  |  |                               |  |  |  |
| |                                         |  |  |  |  |  |  |  |  |  |  |  |                               |  |  |  |
| |                                         |  |  |  |  |  |  |  |  |  |  |  |                               |  |  |  |
| | 23. Margherita Aldobrandini (= 17)      |  |  |  |  |  |  |  |  |  |  |  |                               |  |  |  |
| |                                         |  |  |  |  |  |  |  |  |  |  |  |                               |  |  |  |
| |                                         |  |  |  |  |  |  |  |  |  |  |  |                               |  |  |  |
| |                                         |  |  |  |  |  |  |  |  |  |  |  |                               |  |  |  |
| | 1. Elisabetta Farnese                   |  |  |  |  |  |  |  |  |  |  |  |                               |  |  |  |
| |                                         |  |  |  |  |  |  |  |  |  |  |  |                               |  |  |  |
| |                                         |  |  |  |  |  |  |  |  |  |  |  |                               |  |  |  |
| |                                         |  |  |  |  |  |  |  |  |  |  |  |                               |  |  |  |
| | 24. Philipp Ludwig xứ Pfalz-Neuburg     |  |  |  |  |  |  |  |  |  |  |  |                               |  |  |  |
| |                                         |  |  |  |  |  |  |  |  |  |  |  |                               |  |  |  |
| |                                         |  |  |  |  |  |  |  |  |  |  |  |                               |  |  |  |
| |                                         |  |  |  |  |  |  |  |  |  |  |  |                               |  |  |  |
| | 12. Wolfgang Wilhelm xứ Pfalz-Neuburg   |  |  |  |  |  |  |  |  |  |  |  |                               |  |  |  |
| |                                         |  |  |  |  |  |  |  |  |  |  |  |                               |  |  |  |
| |                                         |  |  |  |  |  |  |  |  |  |  |  |                               |  |  |  |
| |                                         |  |  |  |  |  |  |  |  |  |  |  |                               |  |  |  |
| | 25. Anna xứ Jülich-Kleve-Berg           |  |  |  |  |  |  |  |  |  |  |  |                               |  |  |  |
| |                                         |  |  |  |  |  |  |  |  |  |  |  |                               |  |  |  |
| |                                         |  |  |  |  |  |  |  |  |  |  |  |                               |  |  |  |
| |                                         |  |  |  |  |  |  |  |  |  |  |  |                               |  |  |  |
| | 6. Philipp Wilhelm xứ Pfalz             |  |  |  |  |  |  |  |  |  |  |  |                               |  |  |  |
| |                                         |  |  |  |  |  |  |  |  |  |  |  |                               |  |  |  |
| |                                         |  |  |  |  |  |  |  |  |  |  |  |                               |  |  |  |
| |                                         |  |  |  |  |  |  |  |  |  |  |  |                               |  |  |  |
| | 26. Wilhelm V xứ Bayern                 |  |  |  |  |  |  |  |  |  |  |  |                               |  |  |  |
| |                                         |  |  |  |  |  |  |  |  |  |  |  |                               |  |  |  |
| |                                         |  |  |  |  |  |  |  |  |  |  |  |                               |  |  |  |
| |                                         |  |  |  |  |  |  |  |  |  |  |  |                               |  |  |  |
| | 13. Magdalene xứ Bayern                 |  |  |  |  |  |  |  |  |  |  |  |                               |  |  |  |
| |                                         |  |  |  |  |  |  |  |  |  |  |  |                               |  |  |  |
| |                                         |  |  |  |  |  |  |  |  |  |  |  |                               |  |  |  |
| |                                         |  |  |  |  |  |  |  |  |  |  |  |                               |  |  |  |
| | 27. Renée xứ Lorraine                   |  |  |  |  |  |  |  |  |  |  |  |                               |  |  |  |
| |                                         |  |  |  |  |  |  |  |  |  |  |  |                               |  |  |  |
| |                                         |  |  |  |  |  |  |  |  |  |  |  |                               |  |  |  |
| |                                         |  |  |  |  |  |  |  |  |  |  |  |                               |  |  |  |
| | 3. Dorothea Sophie xứ Neuburg           |  |  |  |  |  |  |  |  |  |  |  |                               |  |  |  |
| |                                         |  |  |  |  |  |  |  |  |  |  |  |                               |  |  |  |
| |                                         |  |  |  |  |  |  |  |  |  |  |  |                               |  |  |  |
| |                                         |  |  |  |  |  |  |  |  |  |  |  |                               |  |  |  |
| | 28. Ludwig V xứ Hessen-Darmstadt        |  |  |  |  |  |  |  |  |  |  |  |                               |  |  |  |
| |                                         |  |  |  |  |  |  |  |  |  |  |  |                               |  |  |  |
| |                                         |  |  |  |  |  |  |  |  |  |  |  |                               |  |  |  |
| |                                         |  |  |  |  |  |  |  |  |  |  |  |                               |  |  |  |
| | 14. Georg II xứ Hessen-Darmstadt        |  |  |  |  |  |  |  |  |  |  |  |                               |  |  |  |
| |                                         |  |  |  |  |  |  |  |  |  |  |  |                               |  |  |  |
| |                                         |  |  |  |  |  |  |  |  |  |  |  |                               |  |  |  |
| |                                         |  |  |  |  |  |  |  |  |  |  |  |                               |  |  |  |
| | 29. Magdalene xứ Brandenburg            |  |  |  |  |  |  |  |  |  |  |  |                               |  |  |  |
| |                                         |  |  |  |  |  |  |  |  |  |  |  |                               |  |  |  |
| |                                         |  |  |  |  |  |  |  |  |  |  |  |                               |  |  |  |
| |                                         |  |  |  |  |  |  |  |  |  |  |  |                               |  |  |  |
| | 7. Elisabeth Amalie xứ Hessen-Darmstadt |  |  |  |  |  |  |  |  |  |  |  |                               |  |  |  |
| |                                         |  |  |  |  |  |  |  |  |  |  |  |                               |  |  |  |
| |                                         |  |  |  |  |  |  |  |  |  |  |  |                               |  |  |  |
| |                                         |  |  |  |  |  |  |  |  |  |  |  |                               |  |  |  |
| | 30. Johann Georg I xứ Sachsen           |  |  |  |  |  |  |  |  |  |  |  |                               |  |  |  |
| |                                         |  |  |  |  |  |  |  |  |  |  |  |                               |  |  |  |
| |                                         |  |  |  |  |  |  |  |  |  |  |  |                               |  |  |  |
| |                                         |  |  |  |  |  |  |  |  |  |  |  |                               |  |  |  |
| | 15. Sophie Eleonore xứ Sachsen          |  |  |  |  |  |  |  |  |  |  |  |                               |  |  |  |
| |                                         |  |  |  |  |  |  |  |  |  |  |  |                               |  |  |  |
| |                                         |  |  |  |  |  |  |  |  |  |  |  |                               |  |  |  |
| |                                         |  |  |  |  |  |  |  |  |  |  |  |                               |  |  |  |
| | 31. Magdalena Sibylle của Phổ           |  |  |  |  |  |  |  |  |  |  |  |                               |  |  |  |
| |                                         |  |  |  |  |  |  |  |  |  |  |  |                               |  |  |  |
| |                                         |  |  |  |  |  |  |  |  |  |  |  |                               |  |  |  |